# 하마구치 소타
하마구치 소타(일본어: 濱口 草太, 1999년 5월 22일~)는 일본의 축구 선수이다.

## 구단 경력
그는 2018년 J2리그의 가마타마레 사누키에 입단했다. 2019년후 J3리그에 강등했다. 2020년 일본 풋볼 리그의 고치 유나이티드 SC로 이적했다. 2021년부터 2023년까지 후쿠야마 시티 FC에서 뛰었다. 2023년후 현역 은퇴.